# Ken Doherty (atleta)
John Kenneth Doherty, detto Ken (Detroit, 16 maggio 1905 – Lancaster, 19 aprile 1996), è stato un multiplista statunitense.

## Palmarès

### Olimpiadi
- Bronzo a Amsterdam 1928 nel decathlon.